# 金融排除
金融排除（きんゆうはいじょ、英:Financial exclusion）とは金融論の概念の一つである。

## 概要
もともとヨーロッパでは低所得層や異民族が社会的に疎外された扱いを受けることを社会的排除(social exclusion)として問題にしていた。その土壌の上で、金融サービスの面でこれらの社会層が排除される問題を金融排除(financial exclusion)と呼ぶようになった。この議論はイギリスから始まり、オーストラリア、カナダ、香港など様々な国や地域で議論されている。
金融排除は当初は、これらの社会階層が多く居住する地域に適切な金融サービスが供給されなかったり、これらの地域から金融機関が撤退する、地理的な排除問題として提起された。その意味でアメリカのレッドライニング問題とよく似ている。しかしその後の実証研究によって、排除の問題には消費者側のアクセスを妨げるような価格設定、サービス内容などの問題が複合していることが明らかになっており、このような地理的排除論は、現在は主流の学説ではなくなっている。
欧米の金融機関や政府では、これらの社会階層の社会参加を促す意味からも、金融排除を金融統合に逆転させることを重視するようになり、金融機関に対してこれらの社会階層向けの基本的な金融商品の提供を義務つけるようになった。しかし民間の金融機関に対して、このような義務付けを強制するべきかについては、疑問が出されている。
金融排除問題は郵政民営化の議論が高まる中で、郵政が行っているユニバーサル・サービスの必要性を確認するという意味で、日本では注目された。そのため、日本では依然として、金融排除を地理的な金融排除として理解されている場合があるが、これは欧米の金融排除の議論とは異なったものである。欧米で議論されている金融排除問題とは、端的には金融機関に口座を持たない、あるいは持てない社会階層が、そのことで不利益を被っていることをいかに解消するかという問題である。いわば社会の底辺の人々の福祉問題だが、日本ではこの点で金融排除問題を、一般の人々が金融機関からサービスを受けられない問題と混同する誤解が一部にある。
このような誤解が生じたのは、日本では低所階層や少数異民族が社会的に疎外されている問題に対して十分な社会的関心がなく、金融排除をたまたま国内で議論していた郵政のユニバーサルサービス問題と混同したからだと考えられる。福光寛は金融排除の欧米での定義を正確に理解してこのような誤解を改める必要を強調するとともに、日本における金融排除概念としては、金融機関が消費者に適合したサービスを提供しないために消費者が、損失を被ったりあるいは金融機関へのアクセスの意欲を失っている状況といったように、社会的に疎外された階層の問題に限定しないことを提唱した。その方が、結果として本来の金融排除への社会的関心を高め、社会的に疎外された階層の金融統合にもつながると主張している。

## 日本型金融排除
「日本型金融排除」とは、日本における金融機関と企業の関係性について金融行政が提唱した言葉である。日本の金融機関は、充分に収益が見込めたり担保が用意できる信用力のある企業には優先的に融資するが、一方で充分な担保が用意できないなどリスクがあるものの、将来性がある、もしくは地域になくてはならない企業への融資には消極的であるとしている。こうした金融機関の姿勢の背景には、バブル景気時に積極融資を行った結果、その崩壊後には膨大な不良債権を抱えることとなり、1990年代後半から2000年代前半にかけて金融庁が不良債権処理のために金融機関の検査を厳格化させたことにあるとされる。

## 文献
- 田尻嗣夫「リテールバンキング戦略における顧客選別と金融排除」『東京国際大学論叢経済学部編』22, 2000.
- 福光寛『金融排除論』同文舘出版2001
- 坂本正「1988年金融制度改革とライフラインバンキング」『熊本学園大学論集』7(1-4), 2001.
- 『金融排除問題の研究』東京郵政局2002
- 寺地孝之「サッチャリズムの後遺症－ビッグバン後の金融排除」『商学論究』50(1-2), 2002.
- 石井晴夫・武井孝介『郵政事業の新展開―地域社会における郵便局の役割』郵研社2003
- 坂本正「ファーストアカウントと金融的社会政策」『神奈川大学商経論叢』38(3), 2003.
- 唐木宏一「社会的責任投資としてのコミュニティ・インベストメント：金融排除と金融機関」『社会経済システム』25, 2004.
- 大江宏子「地域の自立化と社会的ネットワークの活用：イギリスにおける金融排除とその対応」『生活経済学研究』19, 2004.
- 寺地孝之「eエコノミーと金融排除－イギリスとアメリカの銀行口座対策」『商学論究』51(3), 2004.
- 寺地孝之「金融排除への政策的対応－郵便局をどう位置付けるか」『郵政総研レビュー』May2005.
- バラ他『グローバル化と社会的排除』昭和堂2005
- 岩田正美他『貧困と社会的排除』ミネルヴァ書房2005
- 宮坂順子「現代日本の多重債務問題と社会的排除：Financial ExclusionからSocial Inclusionへ」『生活経営学研究』41, Mar.2006.